# Вупперталь
Вупперта́ль (нем. Wuppertal [ˈvʊpɐtaːl], н.-нем. Wupperdaal) — город в Германии, в земле Северный Рейн-Вестфалия.
Подчинён административному округу Дюссельдорф. Входит в состав района как город земельного подчинения. Население составляет 355 тыс. человек (2021). Занимает площадь 168,4 км². Официальный код — 05 1 24 000.
Город подразделяется на десять городских районов. Через город протекает река Вуппер.
В городе располагается Европейский институт международных экономических отношений (при университете Вупперталя).

## Административное устройство
Территория Вупперталя разделена на десять административных округов. Руководство округом осуществляет председатель, являющийся окружным бургомистром. Каждый округ разделён на несколько административных районов. Районы обозначены двузначными цифрами, но, одновременно, имеют и свои традиционные «общинные» названия.
| Округа                                          | Районы |
| ----------------------------------------------- | --- |
| 0 Эльберфельд (Elberfeld)                       | 00 Эльберфельд-Центр (Elberfeld-Mitte), 01 Нордштадт (Nordstadt), 02 Остерсбаум (Ostersbaum), 03 Зюдштадт (Südstadt), 04 Гриффленберг (Grifflenberg), 05 Фридрихсберг (Friedrichsberg) |
| 1 Эльберфельд-Вест (Elberfeld-West)             | 10 Зоннборн (Sonnborn), 11 Фарресбек (Varresbeck), 12 Нютценберг (Nützenberg), 13 Брилль (Brill), 14 Арренберг (Arrenberg), 15 Цо (Zoo), 16 Бухенхофен (Buchenhofen) |
| 2 Уэллендаль-Катернберг (Uellendahl-Katernberg) | 20 Уэллендаль-Вест (Uellendahl-West), 21 Уэллендаль-Ост (Uellendahl-Ost), 22 Дёнберг (Dönberg), 23 Нэвигезер-Штрассе (Nevigeser Straße), 24 Бек (Beek), 25 Экбуш (Eckbusch), 26 Зибенайк (Siebeneick)                                                                                        |
| 3 Фовинкель (Vohwinkel)                         | 30 Фовинкель-Центр (Vohwinkel-Mitte), 31 Остерхольц (Osterholz), 32 Теше (Tesche), 33 Шёллер-Дорнап (Schöller-Dornap), 34 Люнтенбек (Lüntenbeck), 35 Индустриштрассе (Industriestraße), 36 Вестринг (Westring), 37 Хёе (Höhe), 38 Шрёдерсбуш (Schrödersbusch)                                |
| 4 Кроненберг (Cronenberg)                       | 40 Кроненберг-Центр (Cronenberg-Mitte), 41 Кюлленхан (Kühlenhahn), 42 Ханерберг (Hahnerberg), 43 Кроненфельд (Cronenfeld), 44 Бергхаузен (Berghausen), 45 Зудберг (Sudberg), 46 Кольфурт (Kohlfurth)                                                                                         |
| 5 Бармен (Barmen)                               | 50 Бармен-Центр (Barmen-Mitte), 51 Фридрих-Энгельс-Аллее (Friedrich-Engels-Allee), 52 Ло (Loh), 53 Клаузен (Klausen), 54 Ротт (Rott), 55 Зедансберг (Sedansberg), 56 Хатцфельд (Hatzfeld), 57 Котен (Kothen), 58 Хессельнберг (Hessenberg), 59 Лихтенплатц (Lichtenplatz)                    |
| 6 Обербармен (Oberbarmen)                       | 60 Обербармен-Шварцбах (Oberbarmen-Schwarzbach), 61 Вихлингхаузен-Зюд (Wichlinghausen-Süd), 62 Вихлингхаузен-Норд (Wichlinghausen-Nord), 63 Некстебрек-Ост (Nächstebreck-Ost), 64 Некстебрек-Вест (Nächstebreck-West)                                                                        |
| 7 Хекингхаузен (Heckinghausen)                  | 70 Хекингхаузен (Heckinghausen), 71 Хайдт (Heidt), 72 Хаммесберг (Hammesberg) |
| 8 Лангерфельд-Байенбург (Langerfeld-Beyenburg)  | 80 Лангерфельд-Центр (Langerfeld-Mitte), 81 Рауенталь (Rauental), 82 Йезингхаузер Штрассе (Jesinghauser Straße), 83 Хильгерсхёе (Hilgershöhe), 84 Лёрерлен (Löhrerlen), 85 Флёйте (Fleute), 86 Эренберг (Erenberg), 87 Байенбург-Центр (Beyenburg-Mitte), 88 Хербрингхаузен (Herbringhausen) |
| 9 Ронсдорф (Ronsdorf)                           | 90 Ронсдорф-Митте/Норд (Ronsdorf-Mitte/Nord), 91 Бломбах-Лозипен (Blombach-Lohsiepen), 92 Резипен (Rehsiepen), 93 Шенкштрассе (Schenkstraße), 94 Блютфинке (Blutfinke), 95 Эрбшлё-Линде (Erbschlö-Linde)                                                                                     |

## История
Вупперталь был образован в 1929 году путём слияния городов Бармен, Эльберфельд, Ронсдорф, Кроненберг, Фовинкель, Лангерфельд и Байенбург. До 1930 года назывался Бармен-Эльберфельд.
В результате ковровых бомбардировок войск союзников 20—30 мая 1943 года в городе произошёл огненный шторм, уничтоживший значительную часть построек.

## Транспорт

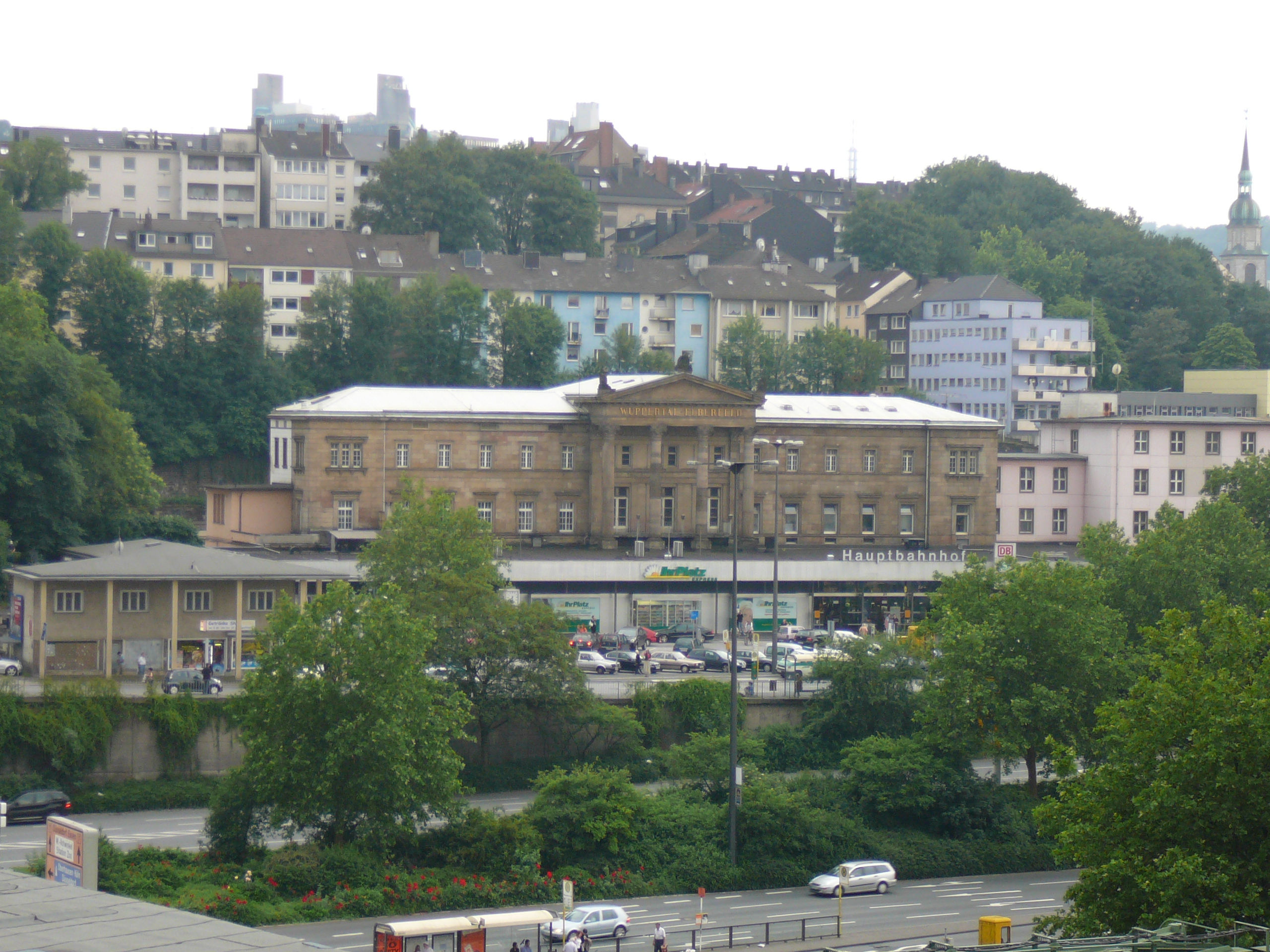
Вуппертальский вокзал

Одним из основных видов общественного транспорта в Вуппертале является Вуппертальская подвесная дорога, представляющая собою монорельсовую подвесную систему на эстакадах, выполняющую функцию метрополитена. Также в Вуппертале развито автобусное и троллейбусное сообщение. В городе есть железнодорожный вокзал для поездов дальнего следования и региональных поездов.

## Экономика
В городе располагается компания по производству инструмента Wera Tools.

## Опера Вупперталя
В 1972 году Пина Бауш стала художественным руководителем Балета Вуппертальской Оперы. Впоследствии труппа была переименована и теперь носит название Tanztheater Wuppertal Pina Bausch. Уникальный авторский репертуар прославил Театр танца Вупперталя по всему миру. Знаменитая труппа много гастролирует, постоянно участвует в международных театральных фестивалях. В России театр выступал в 1989, 1993, 2004, 2007 и 2009 гг. Наиболее известные спектакли: «Весна священная» (1975), «Семь смертных грехов» (1976), «Контактофф», «Кафе Мюллер» (оба 1978), «Бандонеон» (1981), «Палермо, Палермо» (1989), «Мазурка Фого» (1998).

## Спорт
Сильнейший футбольный клуб города — «Вупперталь». В сезоне 1972/73 клуб занял 4-е место в чемпионате Германии и в сезоне 1973/74 выступал в Кубке УЕФА, где в 1-м раунде уступил польскому «Руху». В сезоне 2016/17 клуб занял 11-е место в одной из зон Региональной лиги Германии, четвёртой по силе в Германии. Домашние матчи клуб проводит на «Штадион ам Цоо», вмещающем 23 000 зрителей.
В городе также выступают мужской гандбольный клуб «Бергишер», мужской волейбольный клуб «Байер Вупперталь», женский баскетбольный клуб «Бармер».

## Достопримечательности
- Ботанический сад в т. н. Горном районе (Hardtanlage) с башнями Elisenturm (1838) и Bismarckturm (1907).
- Ратуша Эльберфельда (1900).
- Дом Фридриха Энгельса в историческом центре Бармена.
- Бергишский Музей трамваев.
- Вуппертальский музей часов[нем.]

## Галерея

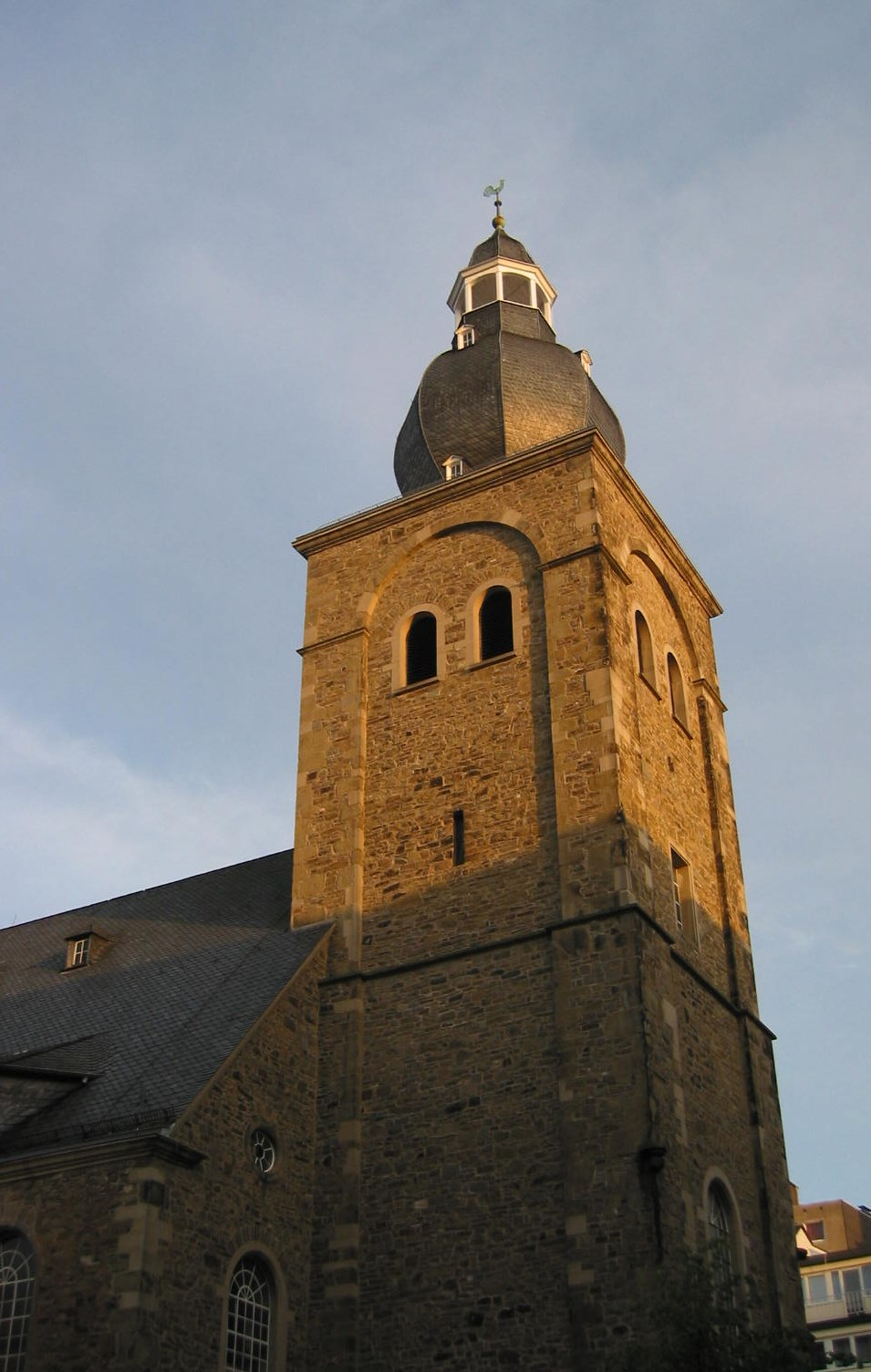
Башня старой реформатской церкви Эльберфельд
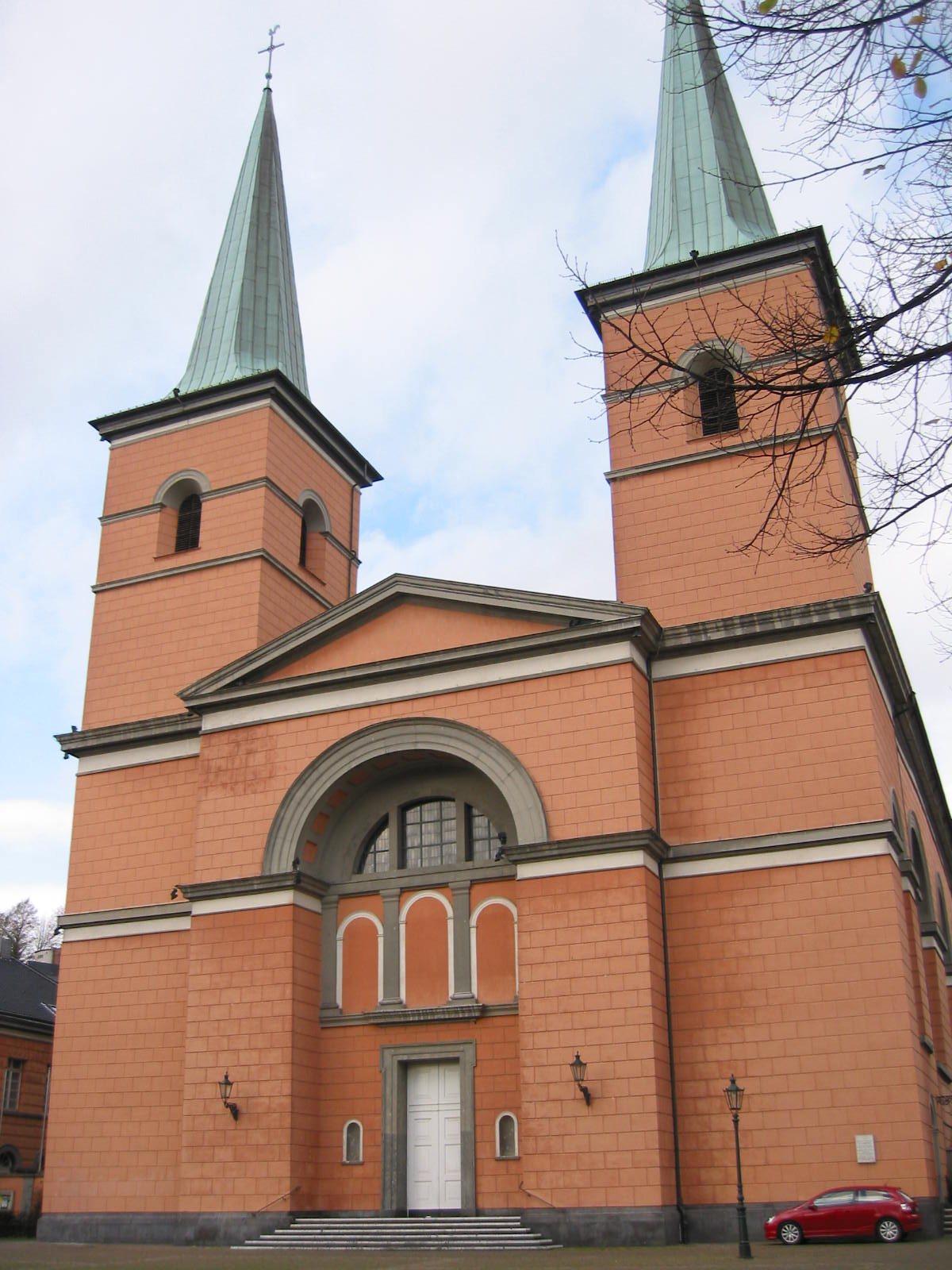
Католическая церковь Св. Лаврентия в Эльберфельде
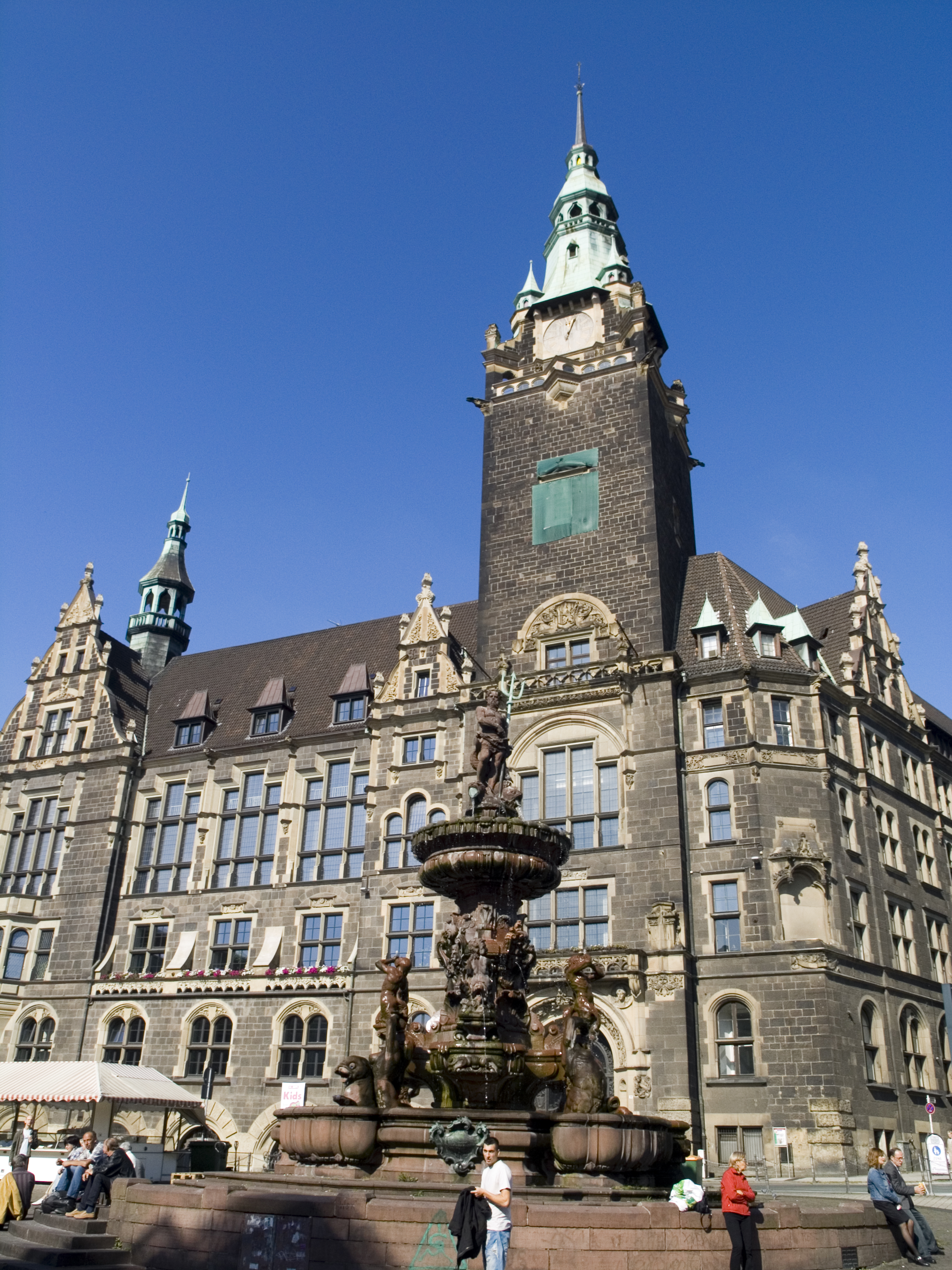
Ратуша Эльберфельда на площади Ноймаркт
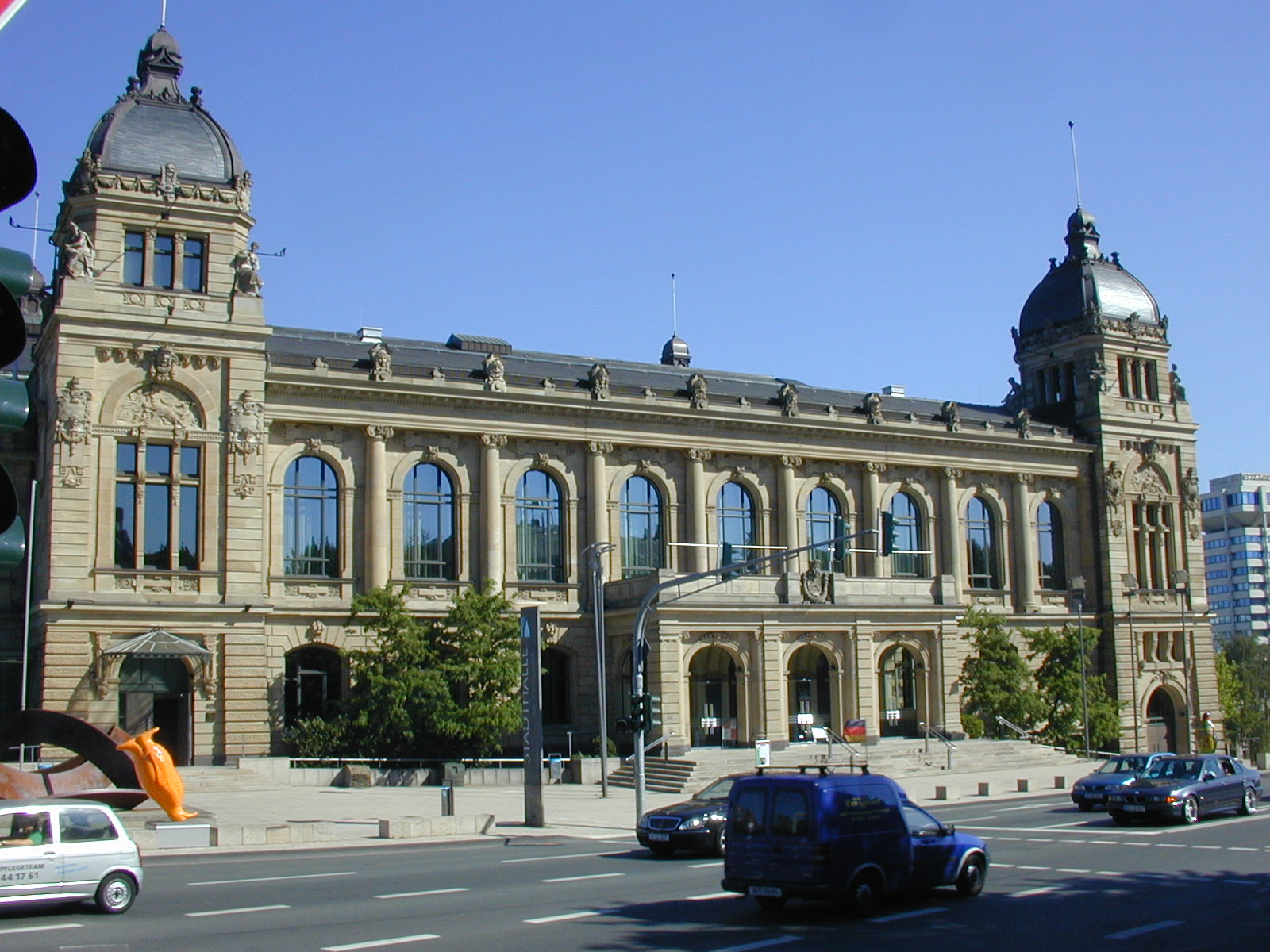
Городской совет Вупперталя
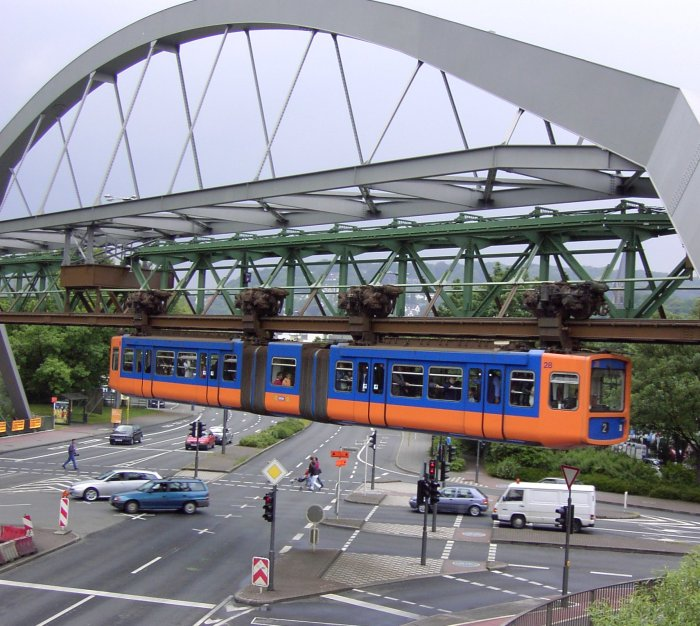
Вуппертальская подвесная дорога
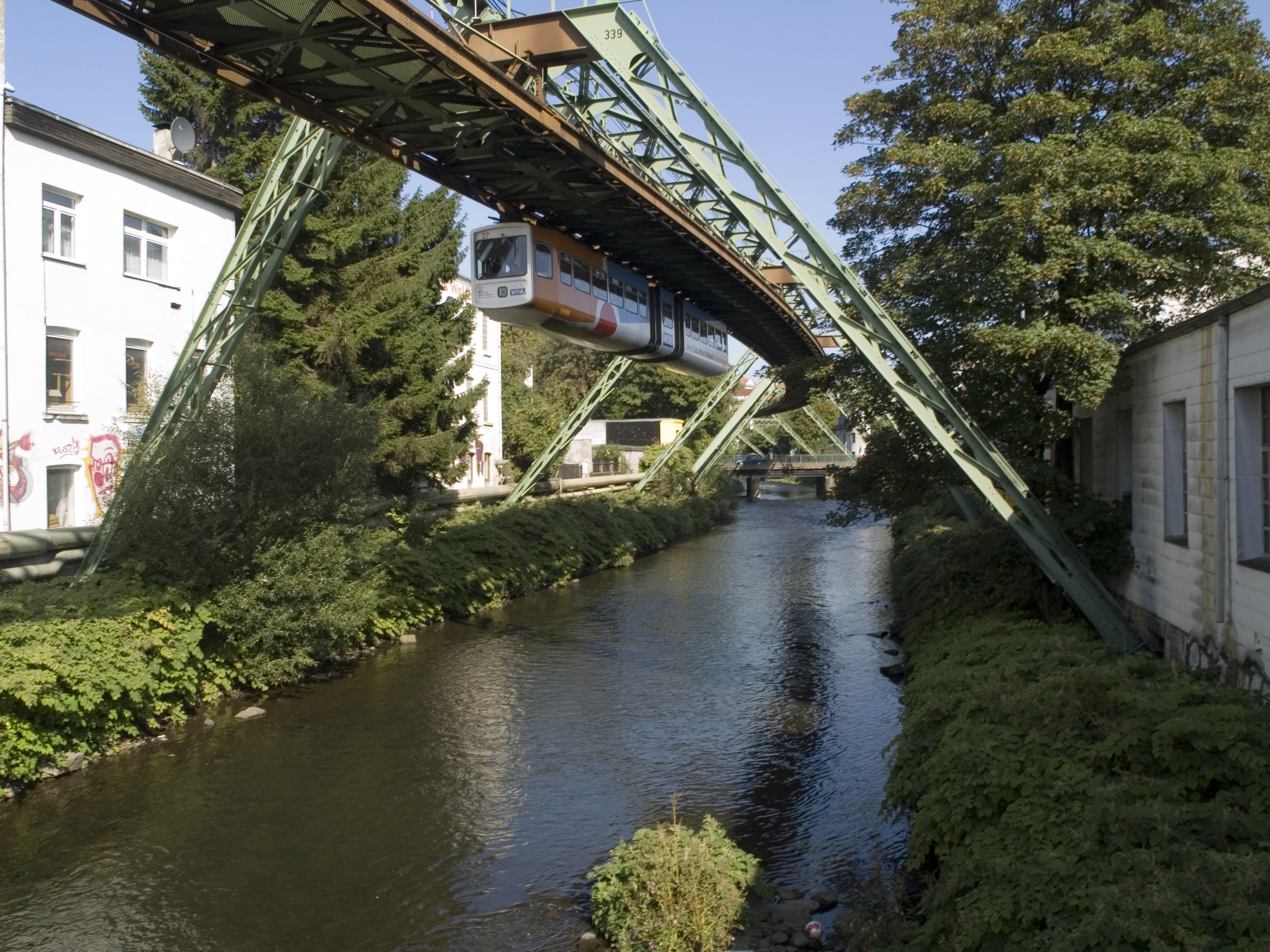
Вуппертальская подвесная дорога
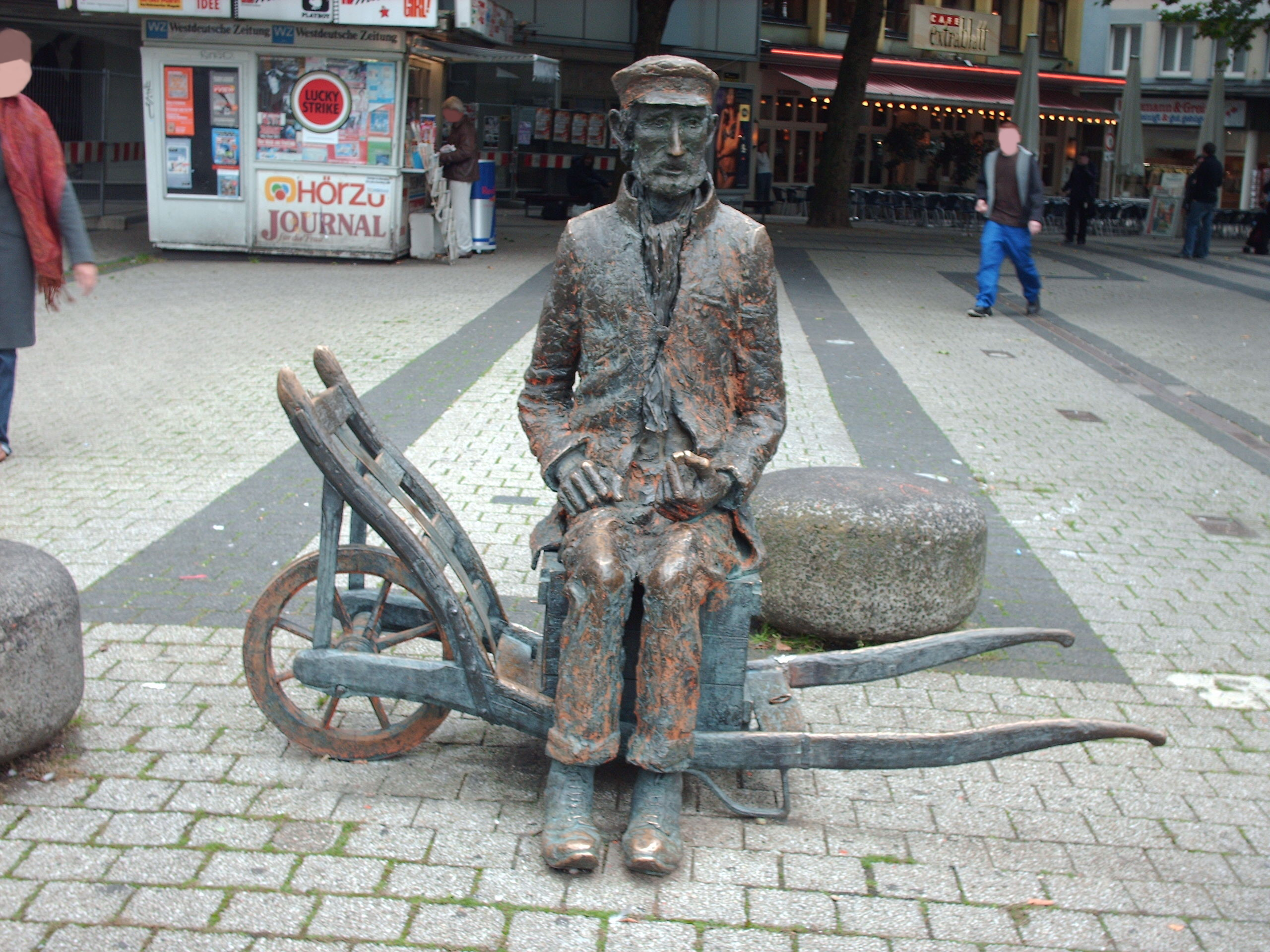
Бронзовая статуя Цукер-Фрица
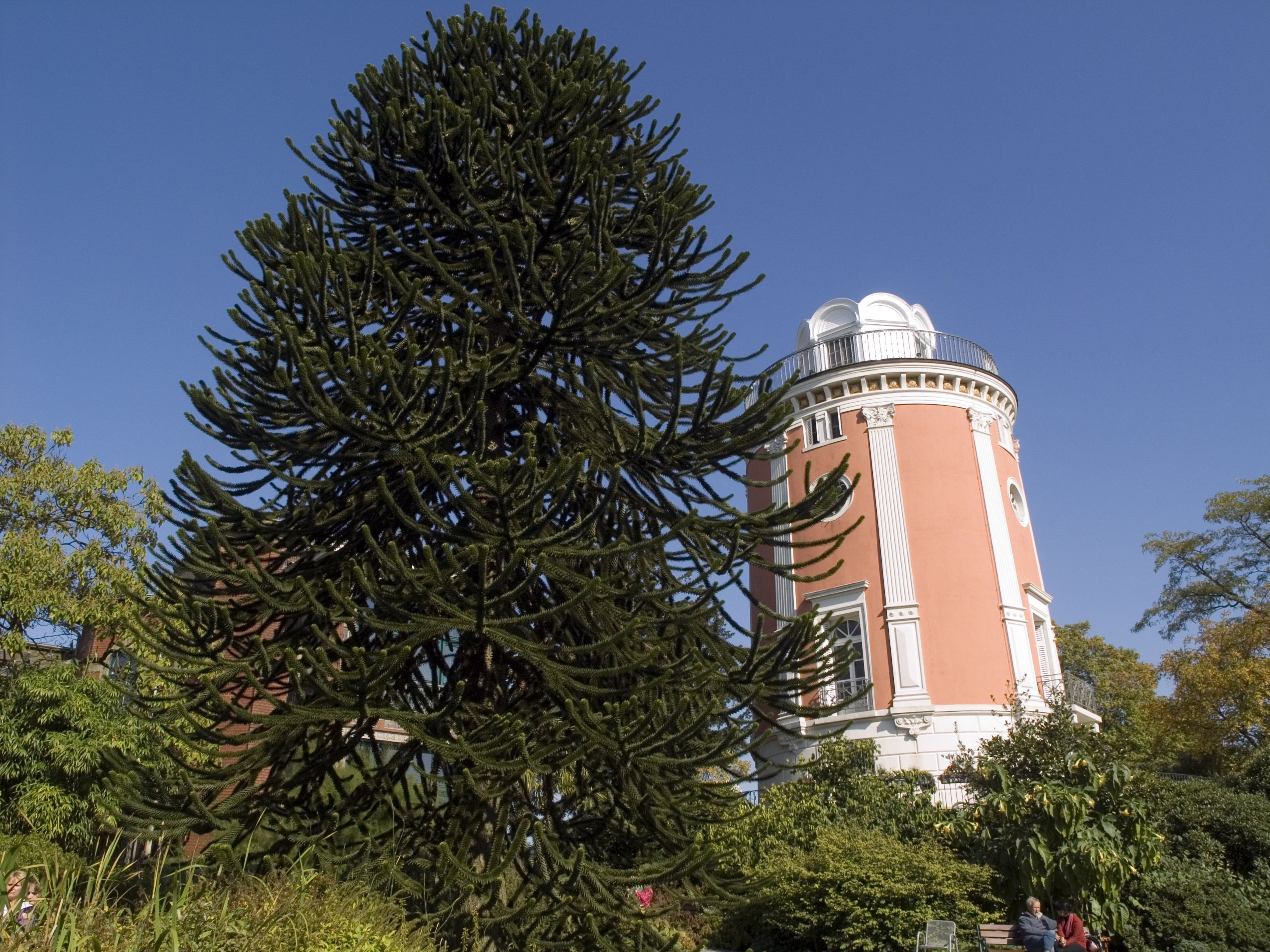
Элизская башня
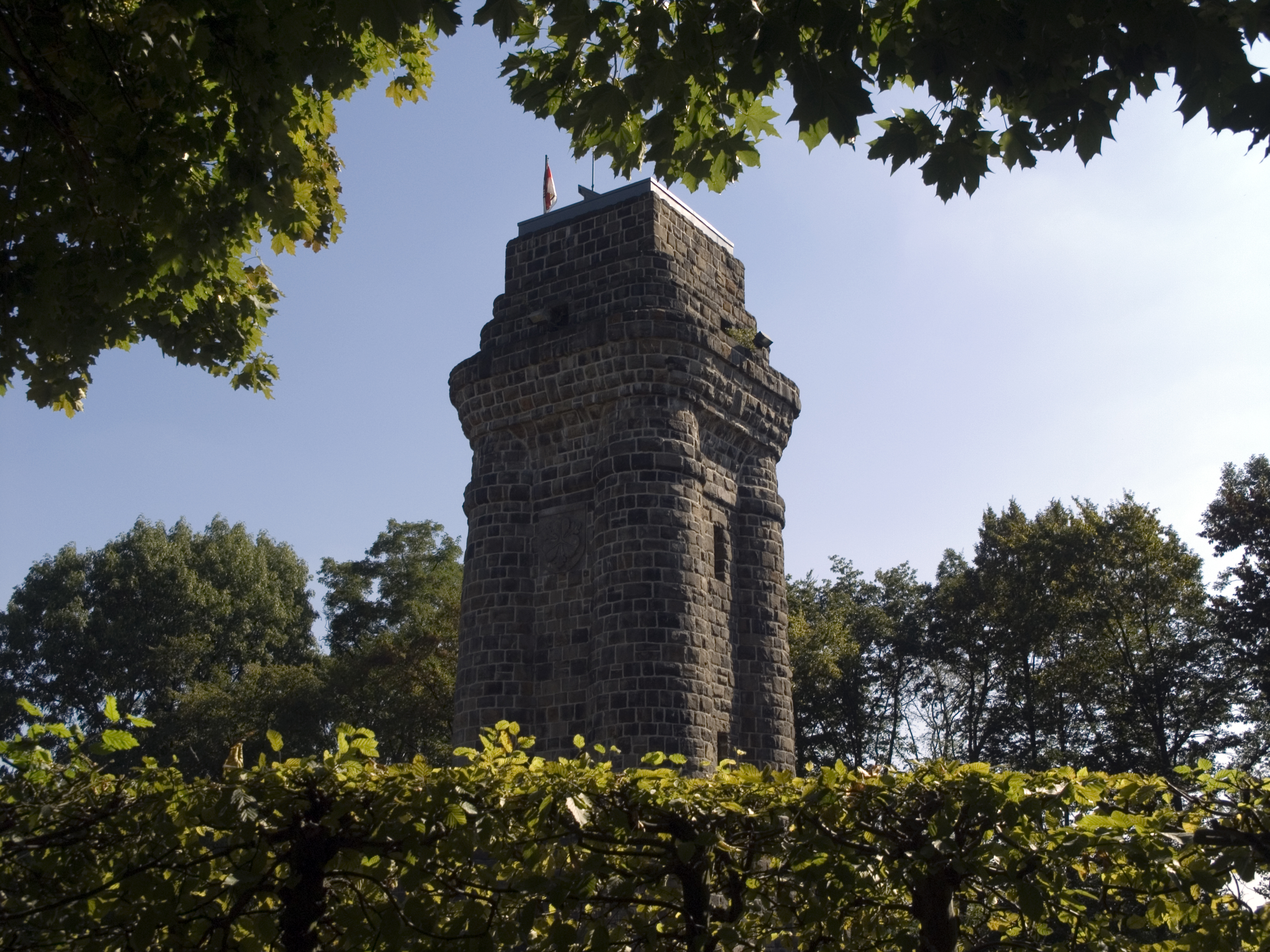
Башня Бисмарка
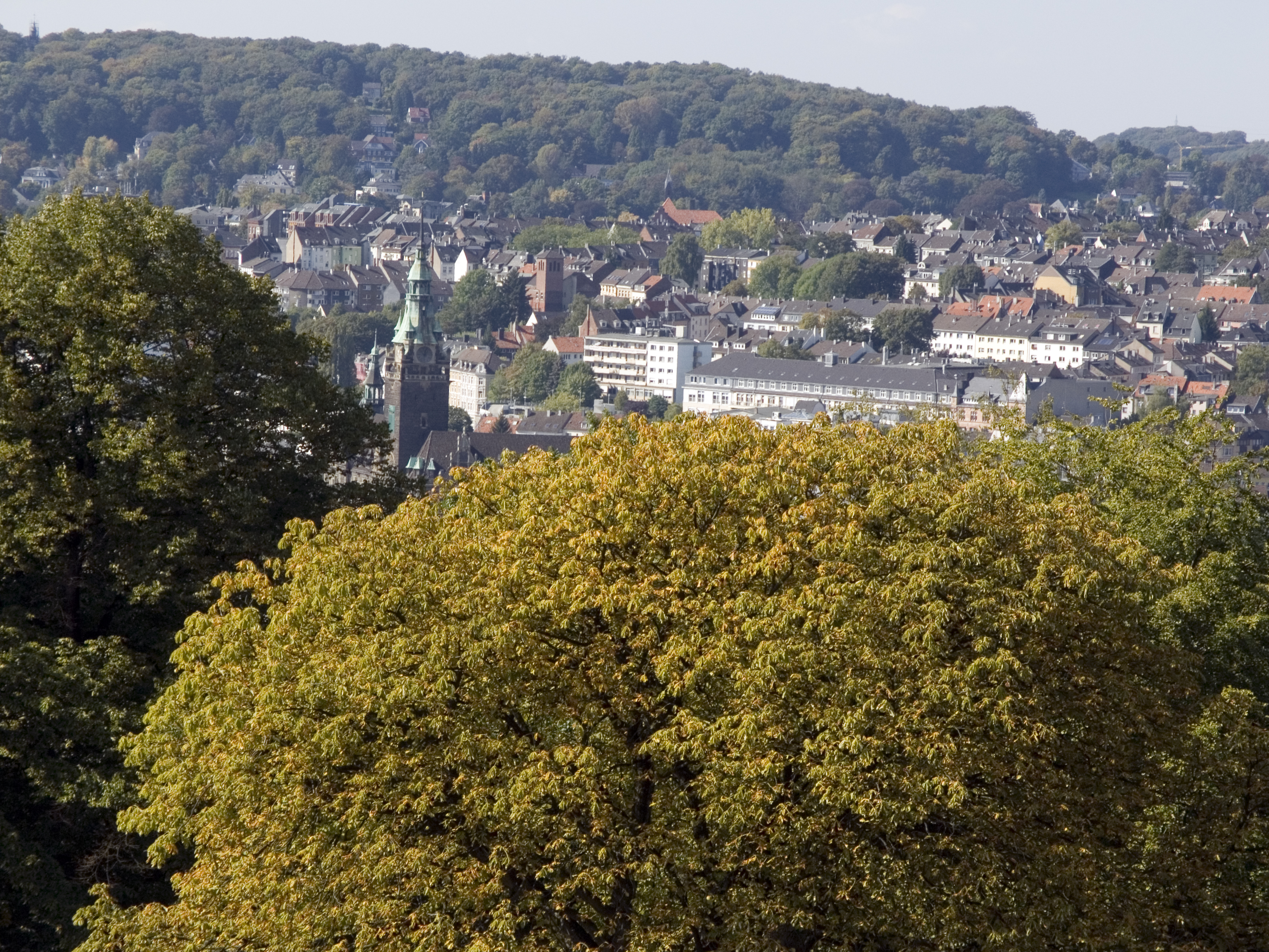
Вид на центр Вупперталя с Элизской башни
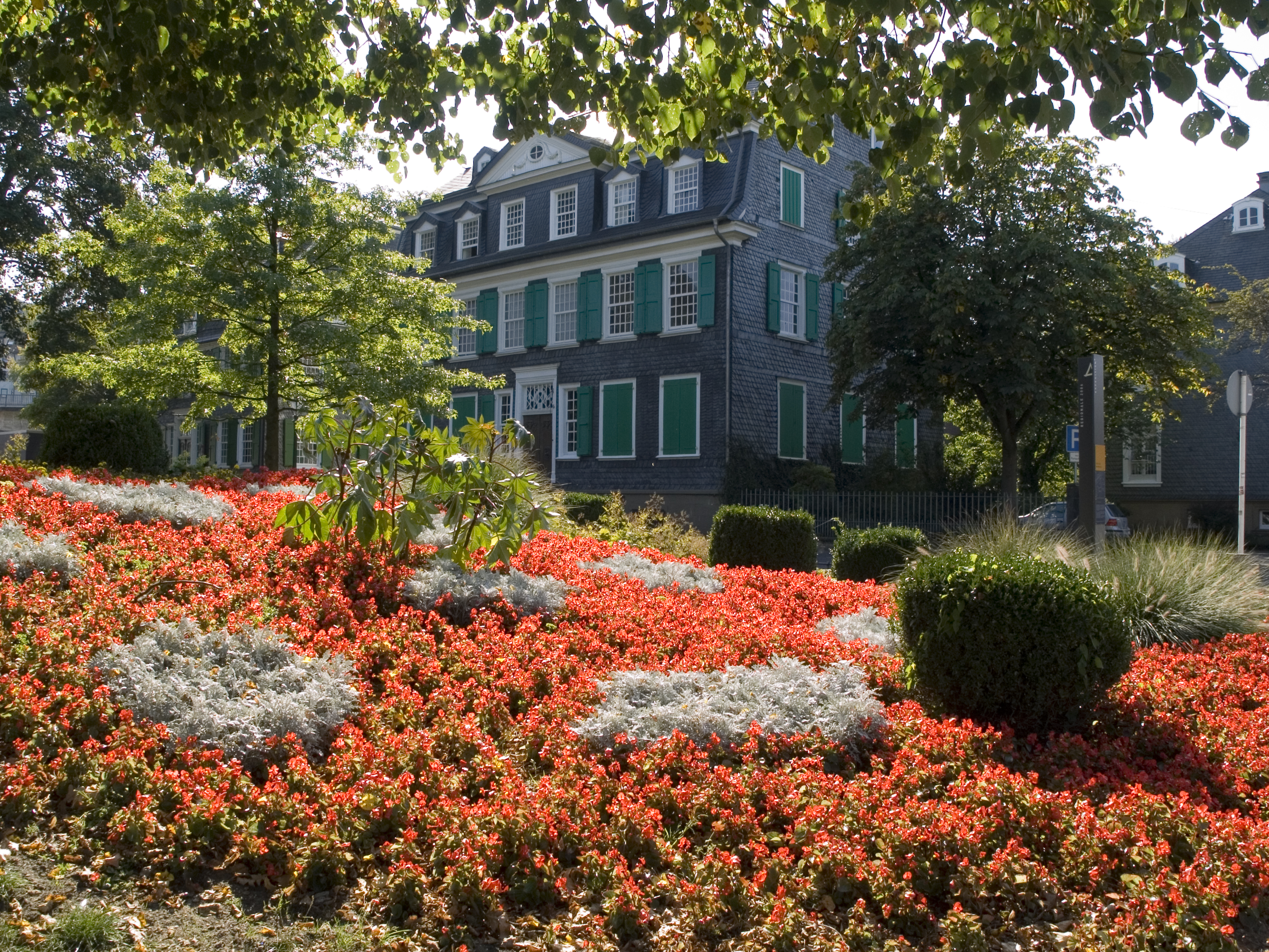
Бармен — исторический центр На заднем плане дом Энгельса